# Larissa Xepitko
Larissa Iukhímivna Xepitko, en ucraïnès: Лариса Юхимівна Шепітько (Bakhmut, 6 de gener de 1938 – Tver, 2 de juliol de 1979) va ser una directora de cinema, guionista i actriu soviètica ucraïnesa. És considerada una de les millors directores de tots els temps i la seva pel·lícula Voskhozhdenie (L'ascensió, 1977) va ser la segona pel·lícula dirigida per una dona a guanyar un Ós d'Or, i la tercera pel·lícula dirigida per una dona que va guanyar un premi màxim en un festival de cinema europeu (Cannes, Venècia, Berlín).
Larissa Xepitko també es va assenyalar com una de les cineastes soviètiques més destacades, tant durant el desglaç a la Unió Soviètica com posteriorment. El desglaç va ser una resposta directa a les limitacions que es van imposar als ciutadans soviètics durant el regnat de Stalin i va marcar essencialment l'inici d'un retorn innovador a les arts cinematogràfiques.

## Primers anys i educació
Xepitko va néixer a Bakhmut (Artemovsk, una ciutat de l'est d'Ucraïna que actualment es coneix com Bakhmut. Ela i els seus dos germans van ser criats per la seva mare, mestra d'escola. El seu pare, un oficial militar persa, es va divorciar de la seva mare i va abandonar la seva família quan ella era molt jove. Tal com ella recordava: "El meu pare va lluitar durant tota la guerra. Per a mi, la guerra va ser una de les primeres impressions més poderoses. Recordo la sensació de vida trastornada, la família separada. Recordo la fam i com la nostra mare i nosaltres, els tres nens, van ser evacuats. La impressió d'una calamitat global sens dubte va deixar una empremta indeleble a la ment del meu fill". Per això, la seva obra sovint tracta la solitud i l'aïllament.
El 1954 es va graduar a l'escola secundària a Lviv i quan tenia setze anys es va traslladar a Moscou per estudiar a l'Institut Gueràssimov de Cinematografia (VGIK), com a estudiant d'Aleksandr Dovjenko. Va ser estudiant de Dovzhenko durant 18 mesos fins que va morir el 1956. Xepitko va establir lligams entre el seu patrimoni compartit i les imatges realistes socials. Shepiko es refereia a ell com "el meu mentor" i va adoptar el seu lema: "Fes cada pel·lícula com si fos la teva darrera".
Xepitko era l'única dona que en aquell moment estudiava a l'Institut Gerasimov. Tot i treballar en un entorn molt dominat per homes, amb un llegat històric de pel·lícules fetes principalment per homes del qual aprendre, més tard afirmaria que: "Mai vaig intentar prendre directors masculins com a model, perquè sé massa bé que qualsevol intent de les meves amigues, les meves col·legues, tant júnior com sènior, d'imitar cineastes homes no té sentit perquè tot és derivat".
Es va graduar l'any 1963 amb la pel·lícula Znoy (Calor), premiada com a pel·lícula debutant, feta quan tenia 22 anys. El film explica la història de Kemel que, tot just deixar l'escola, viatja a una part aïllada de les estepes per treballar en un petit campament agrícola comunal a l'Àsia central a mitjans dels anys cinquanta. La pel·lícula estava inspirada en el conte L'ull del camell de Chingiz Aitmatov. La pel·lícula reflectia la influència de Dovzhenko, tant pel seu entorn àrid com en el seu estil naturalista. Durant la fase d'edició, Xepitko va comptar amb l'ajuda d'Elem Klimov, que en aquell moment també era estudiant del VGIK. El 1963 es van casar i el 1973 va néixer el seu fill, Anton. Durant el rodatge de Znoy, Xepitko va contreure l'hepatitis A i sovint dirigia parts de la pel·lícula des d'una llitera. Les temperatures a les ubicacions podrien arribar als 50 graus centígrads, cosa que va provocar que la pel·lícula es fongués dins de la càmera moltes vegades. Znoy va guanyar el Symposium Grand Prix ex aequo al Karlovy Vary IFF el 1964 i un premi a l'All-Union Film Festival de Leningrad.

## Carrera

### Censura
Ser cineasta durant el règim soviètic era una tasca difícil. Moltes vegades el govern comunista censurava les pel·lícules que no aprovava. Aquest va ser el cas de tres de les primeres pel·lícules de Xepitko Krília (Ales), Rodina Elektritxevstva (L'electricitat de la pàtria) i Ti i ia (Tu i jo). Krília es va estrenar per a un públic limitat però més tard es va prohibir, Rodina Elektrichevstva no es va mostrar mai als cinemes i el govern soviètic va substituir Ty i ya en l'estrena del Festival de Cinema de Venècia. L'any 197 va començar treballar en la producció de la pel·lícula Estació belarussa i va decidir canviar el to optimista del conte primigeni a un de més tràgic. Tant bon punt Mosfilm va assabentar-se d'aquesta intenció, la va substituir per un "director menys controvertit".
La censura durant aquest temps no tenia un format clar a seguir. Les pel·lícules s'aprovaven únicament en funció de quin funcionari del govern les veia primer. Elem Klímov va explicar que Voskhozhdeniye (L'ascenció), la pel·lícula més popular de Xepitko, només es va estrenar als cinemes perquè durant la seva projecció Pyetr Masherov, que era el primer secretari del Partit Comunista de Belarús, "es va eixugar les llàgrimes i va trencar el silenci atordit de la multitud parlant durant quaranta minuts sobre la importància de la pel·lícula". El mateix Masherov era un veterà de guerra del moviment partisà belarús i se sentia identificat amb el que representava la pel·lícula. Als pocs dies de la projecció, Voskhozhdeniye va ser acceptada oficialment sense cap canvi.

### Pel·lícules

#### Krylya(Ales, 1966)
La primera pel·lícula de Xepitko després de graduar-se, tracta d'una pilot de caça de la Segona Guerra Mundial condecorada. La pilot, ara directora d'una universitat professional, està fora de contacte amb la seva filla i la nova generació. Ha interioritzat tant les idees militars de servei i obediència que no pot adaptar-se a la vida en temps de pau. Xepitko treu a la llum la vida interior d'una dona de mitjana edat que ha de conciliar el seu passat amb la realitat present. Ho expressa contrastant la repressió del seu personatge, marcada per interiors claustrofòbics i composicions ajustades, amb plans celestials i expansius de cel i núvols, que representen la llibertat dels seus dies de vol. L'actriu Maya Bulgakova va representar aquesta dona severa, però raonable, amb empatia i humor. La pel·lícula va despertar una considerable controvèrsia a la premsa soviètica del moment, ja que les pel·lícules no estaven pensades per representar conflictes entre fills i pares. Va iniciar un debat públic reconeixent una bretxa generacional i mostrant una heroïna de guerra com una ànima oblidada i perduda.

#### Nachalo nevedomogo veka(Principis d'una era desconeguda, 1967)
El 1967 va rodar el segon dels tres capítols d'aquesta pel·lícula, feta per commemorar el cinquantè aniversari de la Revolució d'Octubre. L'episodi Rodina elektrichestva (L'electricitat de la pàtria) segueix un jove enginyer que porta energia elèctrica a un poble empobrit. La pel·lícula en el seu conjunt va ser jutjada per les autoritats per mostrar els bolxevics d'una manera poc afavoridora, i es va deixar sense estrenar. Dos dels episodis, inclòs Rodina elektrichestva, es van trobar i es van mostrar públicament per primera vegada el 1987, però es creu que la pel·lícula en la seva forma original completa es va perdre.

#### V trinadtsatom chasu nochi(En la 13a hora de la nit, 1969)
El 1969 va rodar la seva primera pel·lícula en color, una pel·lícula de fantasia musical per a la televisió que en anglès es va titular In the 13th hour of the night. Era una revue d'Any Nou protagonitzada per Vladimir Basov, Georgy Vitsin, Zinovy Gerdt, Spartak Mishulin i Anatoli Papànov.

#### Ty i ya(Tu i jo, 1971)
Després d'un curtmetratge que no va arribar a veure la llum i d'un breu període de treball a la televisió, el 1971 Xepitko va dirigir el seu únic llargmetratge rodat amb Technicolor Ty i ya, un relat existencial de desil·lusió amb el comunisme i ambientada a l'URSS contemporània que alguns crítics han considerat un treball menor i etiqueten com un "convencional melodrama", degut als problemes que Alas li va suposar ia la suposada adopció d'un to menys crític o subversiu per satisfer les autoritats soviètiques.
La tercera pel·lícula de Xepitko segueix la vida de dos cirurgians que lluiten amb diferents nocions de realització. És alhora un estudi de caràcter i una crítica al consumisme. Aquesta va ser la seva segona i darrera pel·lícula en color. Va tenir una bona acollida al Festival Internacional de Cinema de Venècia, tot i que no va tenir una gran acollida de públic a la URSS.

#### Voskhozhdenie(L'ascensió, 1977)
És l'última pel·lícula que va completar i la que va rebre més atenció a Occident. Els actors Boris Plotnikov i Vladimir Gostyukhin van obtenir els seus primers papers importants a la pel·lícula. Adaptada d'una novel·la de Vasili Bykov, Xepitko torna als patiments de la Segona Guerra Mundial, fent una crònica dels judicis i tribulacions d'un grup de partisans prosoviètics a Belarús durant el desolador hivern de 1942. Dos dels partisans, Sotnikov i Rybak, són capturats per la Wehrmacht i després interrogats per un col·laborador local, interpretat per Anatoly Solonitsyn, abans que quatre d'ells siguin executats en públic. Aquesta representació del martiri dels soviètics deu molt a la iconografia cristiana. Voskhozhdenie va guanyar l'Ós d'Or al 27è Festival Internacional de Cinema de Berlín l'any 1977, el segon que s'atorgava a una dona (el primer l'havia guanyat l'hongaresa Márta Mészáros el 1975).
També va ser la presentació oficial de la Unió Soviètica a la Millor pel·lícula en llengua estrangera dels 50è Premis de l'Acadèmia el 1978, i es va incloure a "1001 Movies You Must See Before You Die" d'Steven Schneider. Xepitko volia filmar per adherir-se a l'autenticitat del que haurien viscut els soldats soviètics durant la Segona Guerra Mundial. El repartiment es derivava d'actors sense nom, els antecedents dels quals s'ajustaven de manera semblant a com volia que els seus personatges actuessin. La pel·lícula es va rodar a Múrom durant els severs hiverns de Rússia, on les temperatures van arribar als 40 graus sota zero. Xepitko va rebutjar qualsevol tractament especial i només portava la roba que el repartiment portava per encarnar el patiment que van passar.
La creixent reputació internacional de Xepitko li va propiciar una invitació per formar part del jurat del 28è Festival Internacional de Cinema de Berlín el 1978.

### Actriu
Abans que Xepitko dirigís llargmetratges, va actuar en tres pel·lícules durant la seva etapa al VGIK. Va fer d'extra a Karnavalnaya noch (La nit de Carnaval) d'Eldar Riazànov, va interpretar el paper de Hanna a Tavriya de Yuriy Lysenko i va interpretar a Nina a Obyknovennaya istoriya de Nikolai Litus i Igor Zemgano.

### Mort
Xepitko va morir el 1979 en un accident de cotxe en una carretera prop de la ciutat de Tver, amb quatre membres del seu equip de rodatge, mentre buscava localitzacions per a la seva adaptació de la novel·la Prosxànie s Matioroi (L'adéu a Matyora) de Valentin Rasputin. El cienasta Andrei Tarkovsky, company de professió i amic de Xepitko, va escriure al seu diari sobre l'esdeveniment després d'assistir al seu funeral: "... Un accident de cotxe. Tots van morir a l'instant. Tan sobtadament que cap d'ells tenia adrenalina a la sang. Sembla que el conductor es va adormir al volant. Era d'hora al matí. Entre Ostachkovo i Kalinin". El seu marit, el director Elem Klimov, va acabar l'obra amb el títol Proshchanie (Comiat) i el 1980 va fer-li un homenatge de 25 minuts titulat Larisa. En ell va afirmar que Xepitko s'havia preparat tota la vida per acomiadar-se, i que sens dubte hauria estat el punt àlgid de la seva carrera.
Proshchanie tracta d'un petit poble d'una bella illa amenaçada d'inundacions. La pel·lícula segueix els habitants i el seu adéu a la seva terra natal. "Els crítics van sostenir que el producte final no tenia la visió personal única de Xepitko, òbviament un punt de vista que mai es podria replicar". El compositor Alfred Schnittke va dedicar el seu Quartet de corda núm. 2 (1981) a la memòria de Xepitko.
L'autor de la novel·la en què es basa Proshchanie, Valentin Rasputin, va afirmar que "... volia intentar evitar que Matyora es filmés. Volia conservar Matyora en el seu gènere original, com una peça de prosa, però Larisa va aconseguir persuadir-me molt ràpidament. Va començar a descriure com s'imaginava que seria la futura pel·lícula, i li va apassionar tant, hi estava tan interessada, que vaig oblidar completament la meva intenció de no deixar anar Matyora".

## Estil i temes

### Estil
L'estil de cinema de Xepitko s'associa sovint amb el realisme. La seva narració té una quantitat substancial de naturalisme, que sovint emet una descripció genuïna del tema que explora. La majoria de les seves pel·lícules estan rodades en blanc i negre. Normalment filma en escenaris aïllats amb les seves composicions de plans que sovint se centren en parts del cos per fer que els seus personatges semblin més íntims. També utilitza grans plans de paisatge per emfatitzar els entorns aïllats als quals s'enfronten els seus personatges. Alguns exemples d'això es poden trobar a Voskhozhdenie, on dos soldats es valen per si mateixos enmig d'una tempesta de neu, i a Krylya, on un ex-pilot de guerra vola sol per mostrar la seva desconnexió de la societat moderna. L'estil de Xepitko evoca molt de simbolisme visual i poètic.

### Temes
El tema més destacat de la carrera cinematogràfica de Xepitko és la guerra. Més concretament, la Segona Guerra Mundial, en retrospectiva de com es relaciona amb l'edat moderna. A Krylya, Xepitko representa un escenari posterior a la Segona Guerra Mundial on un ex-pilot recorda ser vist com un heroi de la guerra. Per a Voskhozhdenie, Xepitko va confessar en una entrevista que la raó per la qual volia fer una pel·lícula realment ambientada durant la Segona Guerra Mundial era perquè veia que la seva substància temàtica era aplicable al que buscava en el clima modern de la cultura soviètica: "Cada període treu a la superfície determinades qüestions, i la qüestió de l'heroisme en els temps actuals potser és un tema tan candent com ho era en temps de guerra".
La revista Calvert Journal afirma que "Xepitko és una cineasta política però fermament arrelada en l'humanisme, més que en la ideologia. Tant Krylya com Voskhozhdenie són obres ferotgement pacifistes que exploren, encara que des de diferents angles, les tràgiques conseqüències del conflicte. Els mites heroics estan despullats brutalment, deixant, en canvi, relats sense disculpes antipatriòtics sopbre cost tòxic de la guerra".
Segons el seu marit, en el seu curtmetratge d'homenatge a Larisa, "Larisa es va acostar al tema central del seu treball: el judici implacable d'un mateix i la gran responsabilitat que cadascú de nosaltres té per les coses que hem fet a la vida". Això va ser en resposta als seus pensaments sobre la seva pel·lícula Ty i ya, i com a partir d'aquí es convertiria en l'exploració destacada de les seves pel·lícules Voskhozhdenie i Proshchanie.
Les pel·lícules de Xepitko de vegades també presenten temes religiosos, com a Voskhozhdenie, que utilitza la història de Judes i Jesús per comparar i contrastar els seus dos personatges principals.

## Premis i reconeixements
Larissa Xepitko va guanyar quatre premis per la seva pel·lícula de 1977 Voskhozhdenie al Festival Internacional de Cinema de Berlín: 
- Ós d'or de Berlín a la millor pel·lícula
- Premi OCIC
- Premi FIPRESCI - Competició
- Premi Interfilm, menció especial

Malgrat aquests premis, Larissa Xepitko va caure en l'oblit. Fins fa poc les seves pel·lícules eren desconegudes fins i tot per al públic expert i no s'havien restaurat ni havien rebut cap reconeixement. El seu marit va morir el 2003 sense haver aconseguit que es reconegués el seu talent artístic i cinematogràfic.
L'any 2004 el Festival Internacional de Cinema de Leeds, en col·laboració amb la Soviet Export Film, va organitzar una retrospectiva de tota la seva filmografia, incloent Proshchanie. Igualment, el 2015 l'Institut Lumière de Lió li va dedicar una retrospectiva completa en la seva secció dedicada a dones cineastes.

## Filmografia
Xepitko va dirigir un total de set llargmetratges, si s'inclou la pel·lícula omnibus Nachalo nevedomogo veka i la pel·lícula que el seu marit Elem Klimov va acabar per ella després de la seva mort, Proshchanie (Comiat).
| Any  | Títol                                                     | Estudi d'emissió |
| ---- | --------------------------------------------------------- | ---------------- |
| 1963 | Znoy (Calor)                                              | Kirghizfilm      |
| 1966 | Krília (Ales)                                             | Mosfilm          |
| 1967 | Natxalo nevedomogo veka (Principis d'una era desconeguda) | Mosfilm          |
| 1969 | V trinadtsatom txasu notxi (En la 13a hora de la nit)     | Ekran            |
| 1971 | Ti i ia (Tu i jo)                                         | Mosfilm          |
| 1977 | Voskhozhdenie (L'ascensió)                                | Mosfilm          |
| 1983 | Proixtxànie (Comiat)                                      | Mosfilm          |